# Ітіхаси
Ітіхаси ( Itihāsa IAST, відiti + ha + āsa, в буквальному перекладі «так було насправді») — давньоіндійські епічні твори, один з різновидів священних писань індуїзму. Спочатку ітіхаси складалися санскритом, пізніше були перекладені іншими індійськими мовами: каннада, тамільською, телугу й гінді. Ітіхаси є одними з найдавніших епічних творів світової літератури і є базовими священними текстами індуїзму.